# Ho nte
Le ho nte (ou she) est une langue hmong-mien parlée en Chine, par environ 1 000 She.

## Localisation géographique
Le ho nte est parlé dans la province de Guangdong, par les She (en chinois Shē), une des 55 nationalités reconnues par le gouvernement chinois. En réalité, les She parlent dans leur immense majorité le dialecte hakka et non plus leur langue hmong-mien.
Les locuteurs du ho nte résident dans le xian de Huidong ainsi que dans celui de Boluo.

## Classification interne
Le ho nte est un des groupes de la famille des langues hmong-mien. Selon les travaux des linguistes chinois Wang, Mao et Meng, le ho-nte est un des trois sous-groupes des langues hmonguiques. Ceci est contesté par Chen Qiguang, pour qui il se rapproche des langues mien. Cette hypothèse reste peu convaincante.
La langue compte deux dialectes très proches, le liánhuā et le luófú. 

## Phonologie
Les tableaux présentent les phonèmes vocaliques et consonantiques du dialecte lianhua, tel qu'il est parlé à Huìdōng.

### Voyelles
|         | Antérieure | Centrale | Postérieure |
| ------- | ---------- | -------- | ----------- |
| Fermée  | i [i]      |          | u [u]       |
| Moyenne | e [e]      | ɤ [ɤ]    |             |
| Ouverte | a [a]      |          | ɔ [ɔ]       |

### Diphtongues
Les diphtongues du ho nte sont: ei [ei], ai [ai], ui [ui], ɔi [ɔi] au [au], ei [eu] et iu [iu].

### Consonnes
|            |              | Bilabiales | Alvéolaires | Alvéolaires | Dorsales | Dorsales  | Glottales |
| ---------- | ------------ | ---------- | ----------- | ----------- | -------- | --------- | --------- |
| Centrales  | Latérales    | Bilabiales | Palatales   | Vélaires    |          |           | Glottales |
| Occlusives | Sourde       | p [p]      | t [t]       |             | c [c]    | k [k]     | ʔ [ʔ]     |
| Occlusives | Aspirées     | ph [pʰ]    | th [tʰ]     |             | ch [cʰ]  | kh [kʰ]   |           |
| Occlusives | Asp. palat.  | phj [pʰʲ]  | thj [tʰʲ]   |             |          |           |           |
| Occlusives | Palatales    | pj [pʲ]    | tj [tʲ]     |             |          |           |           |
| Occlusives | Labiales     |            |             |             |          | kw [kʷ]   |           |
| Occlusives | Lab. asp.    |            |             |             |          | khw [kʰʷ] |           |
| Fricatives | sourdes      | f [f]      | s [s]       |             |          |           | h [h]     |
| Fricatives | Sonore       | v [v]      | z [z]       |             |          |           |           |
| Fricatives | Pal. sourdes |            | sj [sʲ]     |             |          |           | hj [hʲ]   |
| Fricatives | Pal. sonores |            | zj [zʲ]     |             |          |           |           |
| Affriquées | Sourdes      |            | ts [t͡s]     |             |          |           |           |
| Affriquées | Aspirées     |            | tsh [t͡sʰ]   |             |          |           |           |
| Affriquées | Palatales    |            | tsj [t͡sʲ]   |             |          |           |           |
| Affriquées | Aspirées     |            | tshj [t͡sʲʰ] |             |          |           |           |
| Nasales    | Sonores      | m [m]      | n [n]       |             | ɳ [ɳ]    | ŋ [ŋ]     |           |
| Nasales    | Palatales    | mj [mʲ]    |             |             | nj [nʲ]  |           |           |

### Tons
Le ho nte est une langue à tons qui compte huit tons. Parmi ceux-ci, deux n'apparaissent que dans les emprunts au hakka, dans les syllabes se terminant par [t] ou [k].

## Sources
- Barbara Niederer, Les langues Hmong-Mjen (Miáo-Yáo) : Phonologie historique, Munich, Lincom Europa, coll. « LINCOM studies in Asian linguistics » (no 7), 1998, 376 p. (ISBN 3-89586-211-8, OCLC 901329112).